# 似忠彎貝介
似忠彎貝介（学名：Loxoconcha szuchunga）为彎貝介科彎貝介屬下的一个种。